# Caristis
Els caristis (llatí: Caristii) foren un poble celtitzat i més tard iberitzat, probablement originat per una fracció o tribu dels càntabres, que vivien des del Nervión al Deba, i pel sud dominaven una part del nord i oest d'Àlaba. Tenien al sud als berons (que vivien a l'actual La Rioja), a l'est als vàrduls, i a l'oest als autrígons.
Plini els esmenta com Carietes. Ptolemeu els atribueix la possessió de terres fins a l'Ebre i diverses ciutats: Tullica (potser Tuyo a la riba del Zadorra), Suessatio (que podria ser l'actual Zuazo) i Veleia (que podria ser l'actual Iruña), les dues darreres mansions de la via romana de Bordeus a Astorga.